# Cedusa vedusa
Cedusa vedusa är en insektsart som beskrevs av Waldo Lee McAtee 1924. Cedusa vedusa ingår i släktet Cedusa och familjen Derbidae. Inga underarter finns listade i Catalogue of Life.